# Яхринка
Яхринка (устар. Яхронка) — небольшая река в России, протекает в Ивановской и Владимирской областях. Устье реки находится по правому берегу реки Подокса. Исток теряется в лесах западнее озера Западное в Савинском районе Ивановской области.
Не судоходна. Населённых пунктов вдоль русла реки нет.